# Ryszard Staniek
Ryszard Staniek (Zebrzydowice, Polònia, el 13 de març de 1973) és un futbolista polonés, ja retirat.

## Trajectòria
Format a les files del Cukrownik Chybie i de l'Odra Wodzisław, el Górnik Zabrze el va incorporar al seu equip el 1990, on va estar tres anys jugant a un bon nivell, fet pel qual va formar part del combinat olímpic a Barcelona 1992. Aquest bon paper tant a la seua lliga com internacional van fer que Osasuna el fitxara la temporada 93/94 per a la primera divisió espanyola.
El primer any a Navarra va jugar 34 partits, però l'equip va baixar a Segona Divisió. Staniek jugaria un any a la categoria d'argent abans de tornar al seu país, a les files del Legia Varsòvia. A l'equip capitalí va jugar la Lliga de Campions de la UEFA i va guanyar una Copa i una Supercopa de Polònia.
El 1998 retorna a l'Odra Wodzisław, el seu darrer important, on hi està dos anys. A partir d'ací, fins a la seua retirada el 2006, Staniek passa per tot un seguit de clubs menors del seu país, com l'Odra Opole, el Piast Gliwice, l'Orzeł Zabłocie o el Górnik Jastrzębie Zdrój.

## Internacional
Va aconseguir la medalla d'argent als Jocs Olímpics de Barcelona 1992.
Com a internacional absolut, ha disputat 12 partits amb la selecció polonesa de futbol, entre 1992 i 1996.